# Arrondissement Chinon
Das Arrondissement Chinon ist eine Verwaltungseinheit des französischen Départements Indre-et-Loire innerhalb der Region Centre-Val de Loire. Verwaltungssitz (Unterpräfektur) ist Chinon.
Im Arrondissement liegen vier Kantonen und 106 Gemeinden.

## Wahlkreise
- Kanton Château-Renault (mit 19 von 35 Gemeinden)
- Kanton Chinon (mit 16 von 27 Gemeinden)
- Kanton Langeais
- Kanton Sainte-Maure-de-Touraine (mit 42 von 43 Gemeinden)

## Gemeinden
Die Gemeinden des Arrondissements Chinon sind:
| 1. Ambillou (37002)                      | 2. Anché (37004)                       | 3. Antogny-le-Tillac (37005)       | 4. Assay (37007)                     |
| 5. Avoine (37011)                        | 6. Avon-les-Roches (37012)             | 7. Avrillé-les-Ponceaux (37013)    | 8. Beaumont-en-Véron (37022)         |
| 9. Beaumont-Louestault (37021)           | 10. Benais (37024)                     | 11. Bourgueil (37031)              | 12. Braslou (37034)                  |
| 13. Braye-sous-Faye (37035)              | 14. Braye-sur-Maulne (37036)           | 15. Brèches (37037)                | 16. Brizay (37040)                   |
| 17. Bueil-en-Touraine (37041)            | 18. Candes-Saint-Martin (37042)        | 19. Cerelles (37047)               | 20. Champigny-sur-Veude (37051)      |
| 21. Channay-sur-Lathan (37055)           | 22. Charentilly (37059)                | 23. Château-la-Vallière (37062)    | 24. Chaveignes (37065)               |
| 25. Chemillé-sur-Dême (37068)            | 26. Chezelles (37071)                  | 27. Chinon (37072)                 | 28. Chouzé-sur-Loire (37074)         |
| 29. Cinais (37076)                       | 30. Cinq-Mars-la-Pile (37077)          | 31. Cléré-les-Pins (37081)         | 32. Continvoir (37082)               |
| 33. Coteaux-sur-Loire (37232)            | 34. Couesmes (37084)                   | 35. Courcelles-de-Touraine (37086) | 36. Courcoué (37087)                 |
| 37. Couziers (37088)                     | 38. Cravant-les-Côteaux (37089)        | 39. Crissay-sur-Manse (37090)      | 40. Crouzilles (37093)               |
| 41. Épeigné-sur-Dême (37101)             | 42. Faye-la-Vineuse (37105)            | 43. Gizeux (37112)                 | 44. Hommes (37117)                   |
| 45. Huismes (37118)                      | 46. Jaulnay (37121)                    | 47. L’Île-Bouchard (37119)         | 48. La Chapelle-sur-Loire (37058)    |
| 49. La Roche-Clermault (37202)           | 50. La Tour-Saint-Gelin (37260)        | 51. Langeais (37123)               | 52. Lémeré (37125)                   |
| 53. Lerné (37126)                        | 54. Ligré (37129)                      | 55. Lublé (37137)                  | 56. Luzé (37140)                     |
| 57. Maillé (37142)                       | 58. Marçay (37144)                     | 59. Marcilly-sur-Maulne (37146)    | 60. Marcilly-sur-Vienne (37147)      |
| 61. Marigny-Marmande (37148)             | 62. Marray (37149)                     | 63. Mazières-de-Touraine (37150)   | 64. Neuil (37165)                    |
| 65. Neuillé-Pont-Pierre (37167)          | 66. Neuvy-le-Roi (37170)               | 67. Nouâtre (37174)                | 68. Noyant-de-Touraine (37176)       |
| 69. Panzoult (37178)                     | 70. Parçay-sur-Vienne (37180)          | 71. Pernay (37182)                 | 72. Ports-sur-Vienne (37187)         |
| 73. Pouzay (37188)                       | 74. Pussigny (37190)                   | 75. Razines (37191)                | 76. Restigné (37193)                 |
| 77. Richelieu (37196)                    | 78. Rillé (37198)                      | 79. Rilly-sur-Vienne (37199)       | 80. Rivière (37201)                  |
| 81. Rouziers-de-Touraine (37204)         | 82. Saint-Antoine-du-Rocher (37206)    | 83. Saint-Aubin-le-Dépeint (37207) | 84. Saint-Benoît-la-Forêt (37210)    |
| 85. Saint-Christophe-sur-le-Nais (37213) | 86. Sainte-Maure-de-Touraine (37226)   | 87. Saint-Épain (37216)            | 88. Saint-Germain-sur-Vienne (37220) |
| 89. Saint-Laurent-de-Lin (37223)         | 90. Saint-Nicolas-de-Bourgueil (37228) | 91. Saint-Paterne-Racan (37231)    | 92. Saint-Roch (37237)               |
| 93. Savigné-sur-Lathan (37241)           | 94. Savigny-en-Véron (37242)           | 95. Sazilly (37244)                | 96. Semblançay (37245)               |
| 97. Seuilly (37248)                      | 98. Sonzay (37249)                     | 99. Souvigné (37251)               | 100. Tavant (37255)                  |
| 101. Theneuil (37256)                    | 102. Thizay (37258)                    | 103. Trogues (37262)               | 104. Verneuil-le-Château (37268)     |
| 105. Villebourg (37274)                  | 106. Villiers-au-Bouin (37279)         |                                    |                                      |

## Neuordnung der Arrondissements 2017

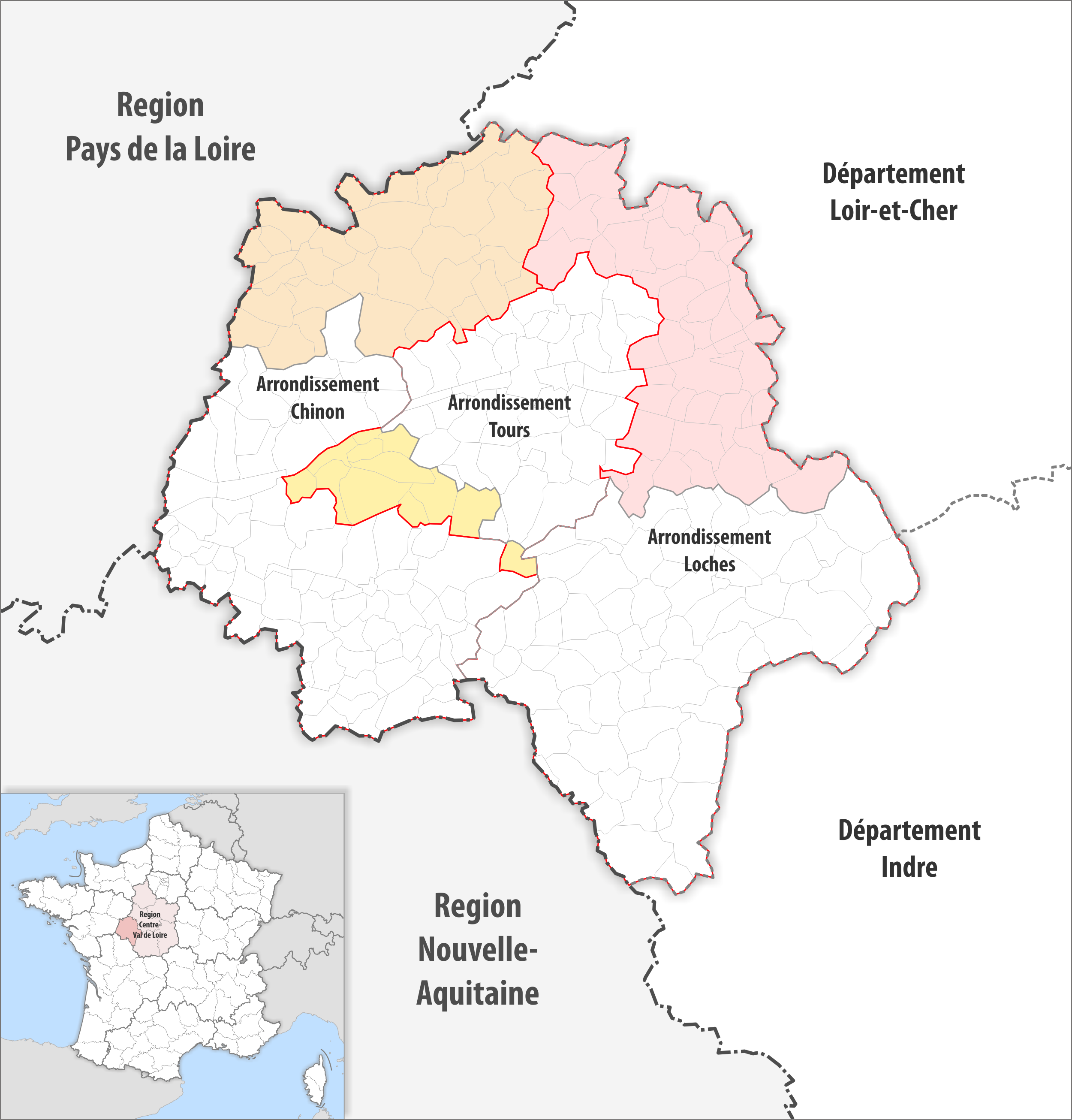
Arrondissementsanpassungen im Jahr 2017

Durch die Neuordnung der Arrondissements im Jahr 2017 wurden die 34 Gemeinden Ambillou, Beaumont-Louestault, Braye-sur-Maulne, Brèches, Bueil-en-Touraine, Cerelles, Channay-sur-Lathan, Charentilly, Château-la-Vallière, Chemillé-sur-Dême, Couesmes, Courcelles-de-Touraine, Épeigné-sur-Dême, Lublé, Marcilly-sur-Maulne, Marray, Neuillé-Pont-Pierre, Neuvy-le-Roi, Pernay, Rillé, Rouziers-de-Touraine, Saint-Antoine-du-Rocher, Saint-Aubin-le-Dépeint, Saint-Christophe-sur-le-Nais, Saint-Laurent-de-Lin, Saint-Paterne-Racan, Saint-Roch, Savigné-sur-Lathan, Semblançay, Sonzay, Souvigné, Villebourg und Villiers-au-Bouin aus dem Arrondissement Tours dem Arrondissement Chinon zugewiesen.
Dafür wechselte aus dem Arrondissement Chinon die elf Gemeinden Azay-le-Rideau, Bréhémont, Cheillé, La Chapelle-aux-Naux, Lignières-de-Touraine, Rigny-Ussé, Rivarennes, Saché, Sainte-Catherine-de-Fierbois, Thilouze, Vallères und Villaines-les-Rochers zum Arrondissement Tours.

## Ehemalige Gemeinden seit der landesweiten Neuordnung der Kantone
bis 2017: Beaumont-la-Ronce, Ingrandes-de-Touraine, Les Essards, Louestault, Saint-Michel-sur-Loire, Saint-Patrice